# Hubovo
Hubovo és un poble i municipi d'Eslovàquia. Es troba a la regió de Banská Bystrica.

## Història
La primera menció escrita de la vila es remunta al 1235.

## Demografia
| Godina             | 1994 | 2004    | 2014   | 2024    |
| ------------------ | ---- | ------- | ------ | ------- |
| Nombre de persones | 170  | 142     | 134    | 113     |
| Diferència         |      | −16,47% | −5,63% | −15,67% |

| Godina             | 2023 | 2024   |
| ------------------ | ---- | ------ |
| Nombre de persones | 113  | 113    |
| Diferència         |      | +1,42% |